# Zaim, Căușeni
Zaim este satul de reședință al comunei cu același nume  din raionul Căușeni, Republica Moldova. Localitatea este situată la 7 km de orașul Căușeni. Comuna este formată din trei sate: Zaim, Marianca de Sus și satul-stație de cale ferată Zaim.

## Geografie
Lângă sat, pe malul râului Botna, este amplasată o carieră, arie protejată din categoria monumentelor naturii de tip geologic sau paleontologic.

## Istoric
În 1816 este încheiată construcția unei biserici de lemn în localitate.

### Dicționarul Geografic al Basarabieide Zamfir Arbore
Zaim, sat în jud. Bender, volostea Căușanilor, așezat pe țărmul stâng al râului Botna, pe unde trece linia căii ferate spre Bender. Pozițiunea geografică: 46°37' lat., 27° long. la 5 km. de la Căușenii-Noi. S-a întemeiat la 1779 pe locul unei vechi seliști de tătari. La 1827 aici locuiau 86 familii de țărani români și 3 familii de ruteni, având 90 case și 9 bordeie; 8 mori de vânt; 165 cai, 1045 vite mari, 550 oi; prisăci cu 594 stupi; 7 vii; 14 puțuri. Astăzi (începutului secolului al XX-lea) satul are 245 case, cu o populație de 1550 suflete; o biserică, zidită la 1816; 140 cai, 675 vite mari cornute, 390 oi.

## Demografie
Conform recensământului din 2004 Zaim are o populație de 4.657, dintre care 4.569 sunt români (moldoveni), 48 ruși, 24 ucraineni, 4 găgăuzi, 1 polonez, precum și alte 11 persoane cu naționalități nedeclarate.

## Cultură

### Muzee
Zaim este satul natal al lui Alexei Mateevici, un poet din Basarabia și activist național. A locuit aici din 1893 până în 1897 când este înscris de părinți la școala teologică din Chișinău. La 26 martie 1988 s-a deschis  casa-muzeu „Alexei  Mateevici” cu ocazia a 100 de ani de la nașterea preotului-poet. La deschidere au contribuit poetul Ion Găină și locuitori ai satului
În Zaim se găsește și un Muzeu al spiritualității sudului Basarabiei, care include o serie de exponate despre artiști și scriitori cu origini în sudul Basarabiei. Un muzeu etnografic este amenajat în incinta bibliotecii publice din sat.

## Personalități

### Născuți în Zaim
- Vasile Cijevschi (1881–1931), om politic și scriitor român basarabean